# Der kleine Topf von Anatole
Der kleine Topf von Anatole ist ein französischer animierter Kurzfilm von Eric Montchaud aus dem Jahr 2014.

## Handlung
Der kleine Anatole zieht seit geraumer Zeit einen kleinen Blechtopf mit sich herum. Der Topf war eines Tages plötzlich da und behindert ihn seitdem im Alltag. Nicht nur kommt Anatole durch den an seinen Fuß gebundenen Topf schwerer voran, sondern wird auch von seiner Umwelt kritisch betrachtet und als merkwürdig empfunden. Anatole wird über den Topf, der ihn von anderen Kindern unterscheidet, so unglücklich, dass er sich eines Tages unter dem Topf verkriecht. Sein Leben ändert sich, als ihn eine junge Frau entdeckt, die ebenfalls einen Topf mit sich führt. Sie zeigt Anatole, wie man den Topf als Schläger beim Ballspiel verwenden kann, wie man ihn als Hilfe im Alltag einsetzt und mit weniger Problemen mit sich führen kann, zum Beispiel in einer Tasche. Anatole findet seine Lebensfreude wieder und wird schließlich wieder in seine Umwelt integriert, obwohl er sich eigentlich nicht verändert hat.

## Produktion
Der kleine Topf von Anatole entstand nach dem Kinderbuch La petite casserole d’Anatole von Isabelle Carrier. Der Film mischt Zeichentrick mit Puppenanimation in Stop-Motion. Die Animation stammt von Pierre-Luc Granjon und Marjolaine Parot. Die Arbeit am Film war im Januar 2014 beendet. Sprecherin in der französischen Version ist Camille Kerdellant und in der deutschen Version Daniela Mohr.
Der Film erlebte am 2. Februar 2014 auf dem Festival du Court-Métrage de Clermont-Ferrand seine Premiere und lief unter anderem auf dem Animafest Zagreb, dem Ottawa International Animation Festival sowie im November 2014 auf dem Interfilm Berlin. ARTE zeigte den Film am 21. Juni 2015 im Rahmen der Sendung Kurzschluss.

## Auszeichnungen
Auf dem Festival d’Animation Annecy wurde der Film 2014 mit dem Publikumspreis ausgezeichnet. Auf dem Internationalen Kurzfilmfestival Tampere gewann der Film 2015 den Preis für die beste Animation. Der kleine Topf von Anatole erhielt 2015 eine César-Nominierung in der Kategorie Bester animierter Kurzfilm.